# Korona Kocich Gór
La Korona Kocich Gór es una carrera ciclista por etapas polaca. Creada en 2013, forma parte del UCI Europe Tour desde 2015, en categoría 1.2. Discurre por las Colinas de Trzebnica, también conocidas como los Montes de los Gatos (Kocie Góry), de donde toma su nombre la competición.

## Palmarés
En amarillo: competición amateur.
| Año  | Ganador          | Segundo        | Tercero         |
| ---- | ---------------- | -------------- | --------------- |
| 2013 | Błażej Janiaczyk |                |                 |
| 2014 | Wojciech Halejak | Arthur Detko   | Kamil Zieliński |
| 2015 | František Sisr   | Maroš Kováč    | Kamil Zieliński |
| 2016 | Mateusz Komar    | Łukasz Owsian  | Paweł Charucki  |
| 2017 | Łukasz Owsian    | Mateusz Komar  | Maciej Paterski |
| 2018 | No se disputó    | No se disputó  | No se disputó   |
| 2019 | Patryk Stosz     | Mateusz Grabis | Michał Podlaski |

## Palmarés por países
| País            | Victorias |
| --------------- | --------- |
| Polonia         | 5         |
| República Checa | 1         |